# Vasti

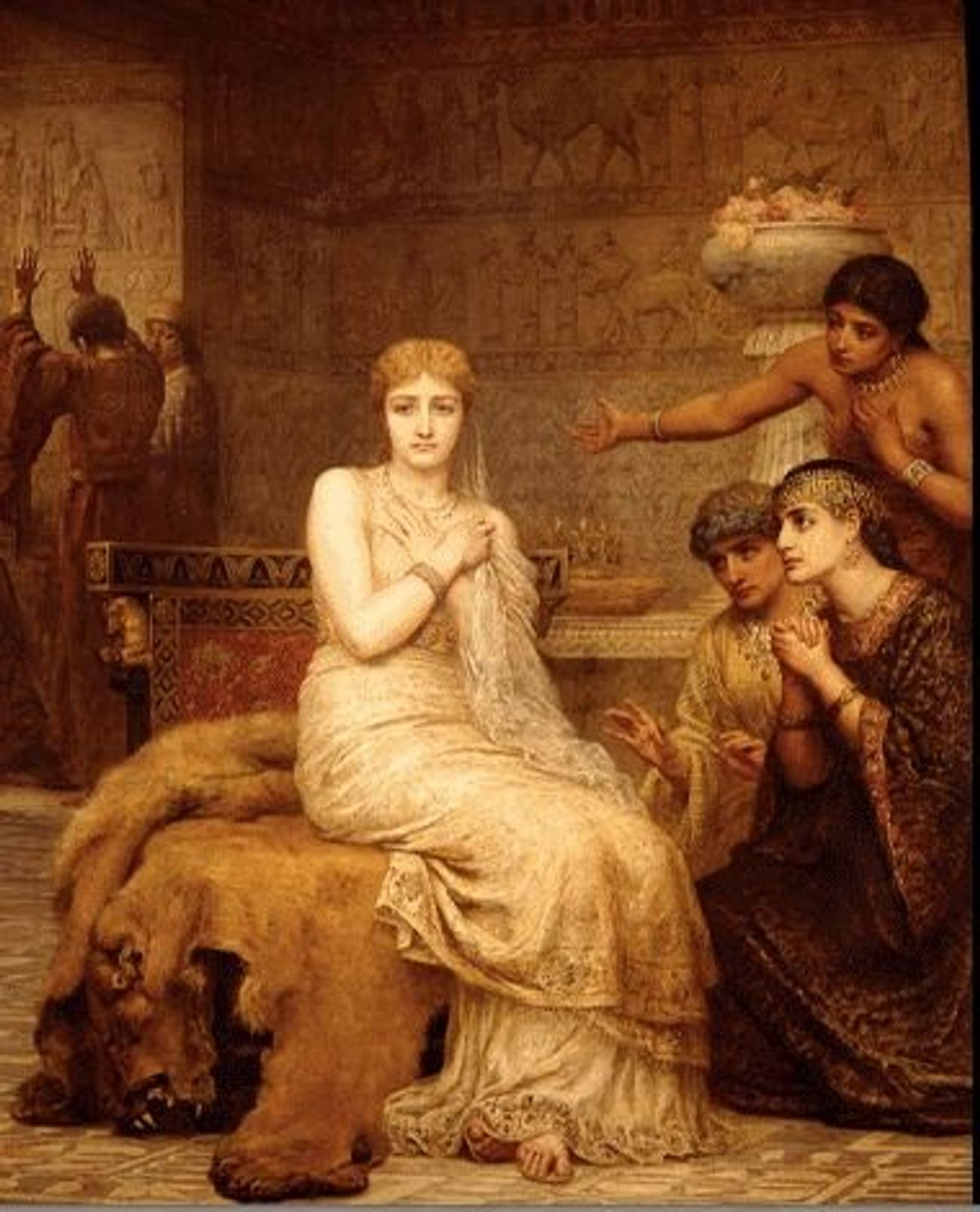
Pintura Vasti se recusa a obedecer o pedido do rei (1879), de Edwin Long

Vasti (em persa: واشتی‎, em hebraico: ושתי, em grego koiné: ᾿Αστίν) foi uma rainha da Pérsia e a primeira esposa do rei persa Assuero no Livro de Ester, um livro incluído na Bíblia Hebraica. Ela foi banida por se recusar a comparecer ao banquete do rei para mostrar sua beleza como o rei desejava, e Ester foi escolhida para sucedê-la como rainha. No Midraxe, Vasti é descrita como má e vaidosa; ela é vista como uma heroína de mentalidade independente nas interpretações feministas do Livro de Ester.
As tentativas de identificá-la como uma das consortes reais persas mencionadas em outros registros históricos permanecem especulativas.

## Etimologia
O significado do nome Vasti é incerto. Como um nome persa moderno, entende-se que significa "bondade", mas muito provavelmente se originou do reconstruído persa antigo *vaištī, relacionado ao adjetivo superlativo vahišta- "melhor, excelente" encontrado no Avestá, com a terminação feminina - ī; daí "excelente mulher, a melhor das mulheres".
Jacob Hoschander propôs que se originou como uma abreviação de uma "vashtateira" não atestada, que ele também propôs como a origem do nome "Stateira".
O Dicionário de Nomes Bíblicos de Hitchcock do século XIX, tentando interpretar o nome como hebraico, sugeriu os significados "que bebe" ou "linha". Os críticos da historicidade do livro de Ester propuseram que o nome pode ter se originado de uma deusa elamita conjecturada a quem chamaram "Mashti".
Vasti é um dos poucos nomes próprios no Tanaque que começa com a letra vav, e de longe o mais mencionado deles. Nomes hebraicos que começam com vav são raros devido à tendência etimológica da inicial da palavra vav se tornar yodh.[carece de fontes?]

## Narrativa bíblica

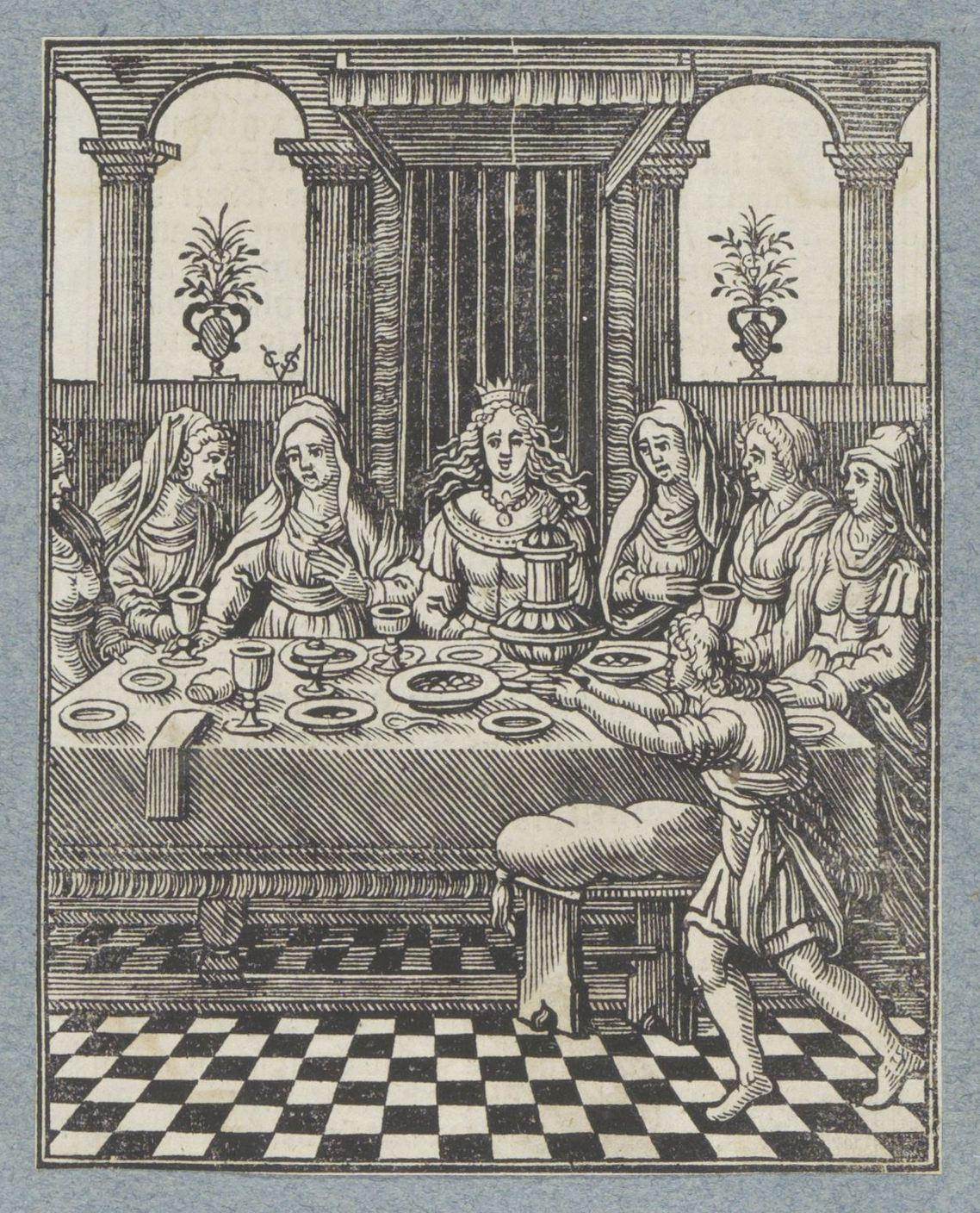
Banquete de Vasti

De acordo com o Livro de Ester, durante seu terceiro ano de reinado, o rei Assuero decidiu dar uma festa em Susã. No livro, Vasti é a primeira esposa do rei Assuero. Enquanto o rei oferece um banquete magnífico para seus príncipes, nobres e servos, ela oferece um banquete separado para as mulheres. No sétimo dia do banquete, quando o coração do rei estava "alegre com o vinho", o rei ordenou a seus sete camareiros que convocassem Vasti para vir diante dele e de seus convidados, a fim de exibir sua beleza. Vasti se recusa a vir e o rei fica furioso. Ele pergunta a seus conselheiros como Vasti deve ser punida por sua desobediência. Um deles, chamado Memucã, diz a ele que Vasti fez mal não apenas ao rei, mas também a todos os maridos da Pérsia, cujas esposas podem ser encorajadas pelas ações de Vasti de desobedecer. Memucã encoraja Assuero a dispensar Vasti e encontrar outra rainha. Assuero segue o conselho de Memucã e envia cartas a todas as províncias que os homens deveriam dominar em suas casas. Assuero subsequentemente escolhe Ester como sua rainha para substituir Vasti. Depois disso Vasti nunca mais é mencionada no relato bíblico.
O texto do livro de Ester somente indica que ela precisa usar a coroa real para se apresentar. Mas, dada a embriaguez do rei, e o fato de todos os seus convidados do sexo masculino estarem igualmente assim, entende-se, muitas vezes, que foi ordenado que Vasti aparecesse nua, vestida apenas com a coroa. Sua recusa é ainda uma outra pista para a natureza da ordem do rei. Não faz sentido afirmar que ela correria o risco de desobedecer a um decreto real, se Assuero tivesse apenas pedido para ela mostrar o rosto. Várias fontes midraxicas também afirmam que a ordem do rei era para que Vasti aparecesse sem roupas para os participantes do banquete.

## Identificação histórica

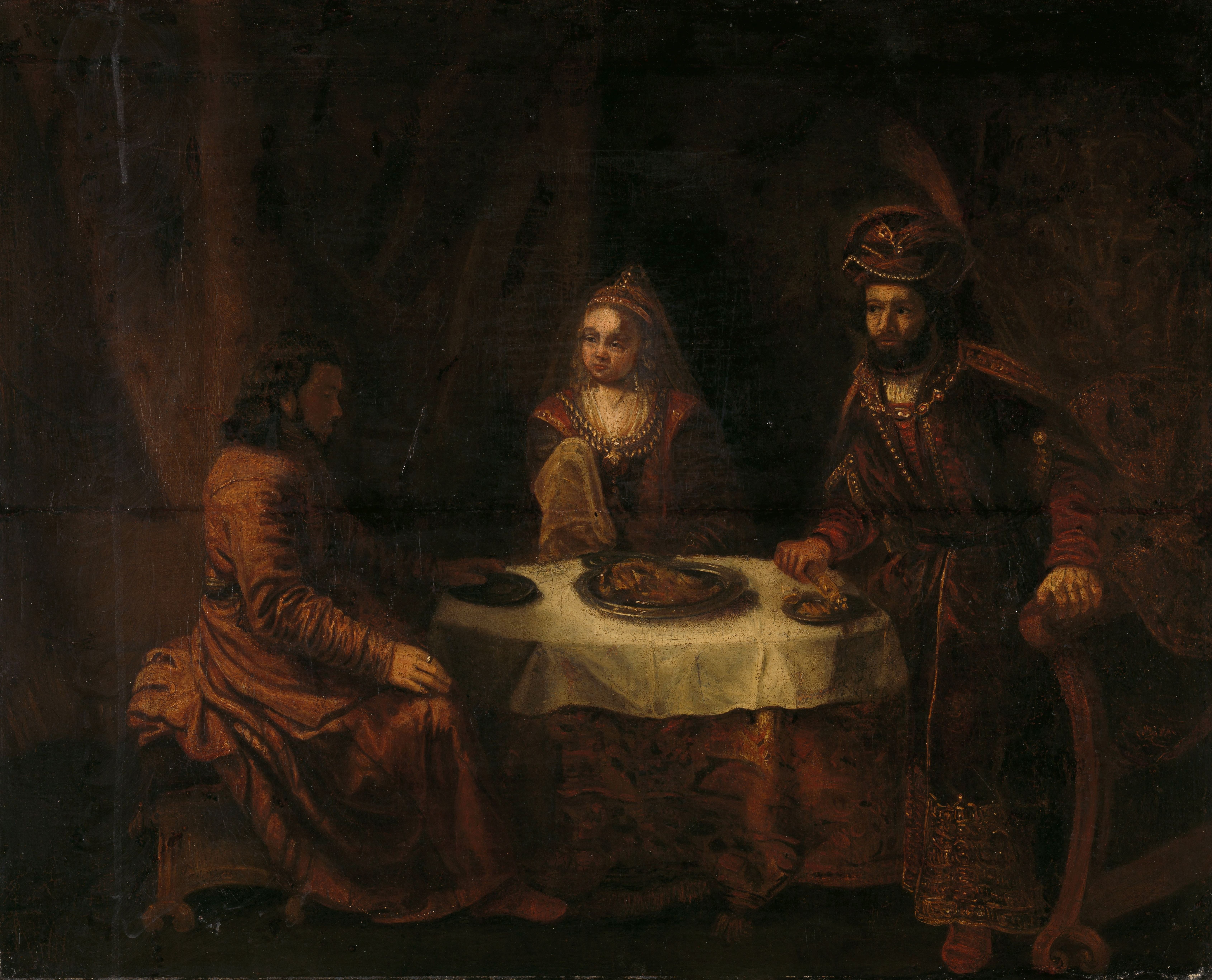
A ira de Assuero. O rei Assuero levanta-se da mesa com raiva, Ester no meio e Hamã à esquerda.

Como o texto não tem qualquer referência a eventos conhecidos, alguns historiadores acreditam que a narrativa de  Ester  é fictícia, e o nome Assuero é usado para se referir a um Xerxes I fictício, a fim de fornecer um etiologia para Purim. Dito isso, muitos judeus acreditam que a história seja um verdadeiro evento histórico, especialmente judeus persas que têm um relacionamento próximo com Ester. Na Septuaginta, o Livro de Ester refere-se a este rei como Artaxerxes (em grego clássico: Αρταξέρξης).
No século XIX e no início do século XX, os comentaristas da Bíblia tentaram identificar Vasti com rainhas persas mencionadas pelos historiadores gregos. Fontes tradicionais identificam Assuero com Artaxerxes II. Jacob Hoschander, apoiando a identificação tradicional, sugeriu que Vasti pode ser idêntica a uma esposa de Artaxerxes mencionada por Plutarco, chamada Estatira. Após a descoberta da equivalência dos nomes Assuero e Xerxes, alguns comentaristas da Bíblia começaram a identificar Assuero com Xerxes I e Vasti com a esposa chamada Améstris mencionada por Heródoto.

## No midraxe
De acordo com o Midraxe, Vasti era bisneta do rei babilônico Nabucodonosor II, neta do rei Evil-Merodaque e filha do rei Belsazar. Durante o governo do pai de Vasti, multidões de medos e persas atacaram Babilônia e assassinaram Belsazar. Vasti, sem saber da morte do pai, correu para os aposentos do pai. Lá ela foi sequestrada pelo rei Dario da Pérsia. Mas Dario teve pena dela e deu-a a seu filho, Assuero, em casamento.
Com base na descendência de Vasti de um rei que foi responsável pela destruição do templo, bem como em seu infeliz destino, o Midraxe apresenta Vasti como perversa e vaidosa. Visto que Vasti recebeu ordens de comparecer perante o rei no sétimo dia da festa, os rabinos argumentaram que Vasti escravizou mulheres judias e as forçou a trabalhar nuas no sábado. Eles atribuem a relutância dela em comparecer perante o rei e seus companheiros não à modéstia, mas sim a uma doença desfigurante. Um relato diz que ela sofria de lepra, enquanto outro afirma que o anjo Gabriel veio e "fixou nela um rabo". A última possibilidade é frequentemente interpretada como "um eufemismo para uma transformação milagrosa da anatomia masculina."
De acordo com o relato midraxico, Vasti era uma política inteligente, e o banquete de mulheres que ela organizou paralelamente ao banquete de Assuero representou uma manobra política astuta. Visto que as nobres mulheres do reino estariam presentes em seu banquete, ela teria o controle de um valioso grupo de reféns no caso de um golpe de estado ocorrer durante a festa do rei. R. Papa cita um provérbio popular: "Ele entre as velhas abóboras e ela entre as jovens"; ou seja, um marido infiel torna-se uma esposa infiel.

## Ícone feminista
Embora Ester seja a heroína narrativa, alguns vêem que Vasti tem uma heroína por direito próprio. Ela se recusa a se rebaixar perante o rei e seus amigos bêbados, preferindo valorizar sua dignidade acima de se submeter aos caprichos de seu marido. Vasti é vista como uma personagem forte que não usa sua beleza ou sexualidade para se promover. Por outro lado, Vasti também é vista como vilã. Em vez de recusar porque ela valorizava a si mesma, os proponentes dessa leitura a vêem como alguém que pensava que ela era melhor do que todos os outros e, portanto, recusou o comando do rei Assuero porque era presunçosa.
A recusa de Vasti em obedecer à convocação de seu marido bêbado foi admirada como heróica em muitas interpretações feministas do Livro de Ester. As primeiras feministas admiravam os princípios e a coragem de Vasti. Harriet Beecher Stowe chamou a desobediência de Vasti de "a primeira posição pelos direitos da mulher." Elizabeth Cady Stanton escreveu que Vasti "acrescentou uma nova glória aos [seus] dias e à sua geração... por sua desobediência; pois 'Resistência aos tiranos é obediência a Deus.'"
Algumas intérpretes feministas mais recentes do Livro de Esther comparam o caráter e as ações de Vasti favoravelmente aos de sua sucessora, Ester, que é tradicionalmente vista como a heroína da história de Purim.  Michele Landsberg, uma feminista judia canadense, escreve: "Salvar o povo judeu era importante, mas ao mesmo tempo toda a forma submissa e secreta de ser [de Ester] era o arquétipo absoluto da feminilidade dos anos 1950. Isso me repelia. Eu pensei: 'Ei, o que está errado com a Vasti? Ela tinha dignidade. Ela tinha respeito próprio. Ela disse: 'Eu não vou dançar para você e seus amigos.'"

## Na cultura popular
- Vasti é o nome de um dos personagens principais em E. M. Forster, obra profética de ficção científica de 1909 "The Machine Stops".
- Vasti é o tema do segundo capítulo do romance Seiobo lá embaixo, de 2008 de László Krasznahorkai.
- No romance de 1853 de Charlotte Brontë, Villette, a protagonista Lucy Snowe chama uma atriz que admira de Vasti. Um capítulo deste romance é chamado Vasti.
- Uma referência ao destronamento de Vasti por Ester também aparece no conto "A Strayed Allegiance" de Lucy Maud Montgomery.
- Vasti é o nome de um personagem do livro de Karen Hesse, A Time of Angels, de 1997, ambientado durante a epidemia de gripe de 1918 em Boston. Vasti é uma mulher severa, teimosa e complexa, com grandes dons de cura.
- Jane Withers interpretou uma personagem chamada Vasti Snythe no filme épico Giant, de 1956.
- Vashti (1894) é o nome de um poema do poeta, advogado e político John Brayshaw Kaye.
- A poetisa Frances E.W. Harper escreveu um poema de admiração sobre Vasti ("Vashti", 1895) no qual ela chama Vasti de "uma mulher que se curvava ao luto / Mas não se curvava à vergonha".
- Sabine Baring-Gould tem o pároco local comparando o Mehala a Vasti em seu romance de 1880.
- Uma produção de rádio chamada Vasti, Rainha das Rainhas, "baseada nos primeiros seis versos do Livro de Ester", foi produzida na KPFA e transmitida pela Rádio Pacifica em 1964.[15]
- Vasti é o nome do personagem principal do livro infantil de 2003, The Dot, de Peter H. Reynolds.
- Vasti é o nome da esposa de Stamp Paid no romance de 1987, Beloved, de Toni Morrison.
- Vasti é um personagem-chave no jogo de estratégia de computador de 2001 Kohan: Immortal Sovereigns, que é inspirado na mitologia persa.